# 大谷駅 (大邱広域市)
大谷駅（テゴクえき）は、大韓民国大邱広域市達西区にある大邱交通公社1号線の駅である。駅番号は 117。

## 駅構造
- 相対式ホーム2面2線の地下駅。フルスクリーンのホームドア設置駅。

## 駅周辺
- 大邱都市鉄道1号線月背車両事業所
- 大邱銀行大谷駅支店
- 大元高等学校
- 韓国電力公社達西電力所
- 大邱流川初等学校
- 政府大邱地方合同庁舎
- 大邱樹木園

## 歴史
- 2002年5月10日 - 開業。
- 2003年2月18日 - 放火事件により営業休止。
- 2003年2月19日 - 営業再開。
- 2016年9月8日 - 舌化椧谷駅 - 当駅間が開業し、中間駅となる。

## 隣の駅
大邱交通公社
●1号線
花園駅（116） - 大谷駅（117） - 辰泉駅 （118）